# Boucles de la Mayenne 2024
Els Boucles de la Mayenne 2024 fou la 49a edició dels Boucles de la Mayenne. La cursa es disputà entre el 23 i el 26 de maig de 2024, amb un recorregut de 551 km repartits en quatre etapes. La cursa formava part de l'UCI ProSeries 2024, en la categoria 2.Pro.
El vencedor final fou l'italià Alberto Bettiol (EF Education-EasyPost), que s'imposà a Benoît Cosnefroy (Decathlon-AG2R La Mondiale) i Axel Zingle (Cofidis), segon i tercer respectivament.

## Equips participants
En aquesta edició hi prendran part 19 equips: vuit WorldTeams, nou ProTeams i un equips continentals.
| WorldTeams (8)- Arkéa-B&B Hotels - Cofidis - Decathlon-AG2R La Mondiale - Groupama-FDJ - UAE Team Emirates - Movistar Team - EF Education-EasyPost - Team Jayco AlUla ProTeams (9)- Lotto Dstny - TotalEnergies - Bingoal WB - Polti Kometa - Burgos-BH - Tudor Pro Cycling Team - Q36.5 Pro Cycling Team - Caja Rural-Seguros RGA - Euskaltel-Euskadi Equips continentals (4)- Saint Michel-Mavic-Auber 93 - Van Rysel-Roubaix - Nice Métropole Côte d'Azur - CIC U Nantes Atlantique |
| |

## Etapes
| Etapa    | Data       | Ciutats d'etapa               | type                      | Distància (km) | Desnivell (m) | Vencedor de l'etapa | Líder de la general |
| -------- | ---------- | ----------------------------- | ------------------------- | -------------- | ------------- | ------------------- | ------------------- |
| Pròleg   | 23 de maig | Laval – Laval                 | contrarellotge individual | 5,5            | 58 m          | Benoît Cosnefroy    | Benoît Cosnefroy    |
| 1a etapa | 24 de maig | Saint-Berthevin – Ernée       | etapa accidentada         | 167,5          | 1.827 m       | Émilien Jeannière   | Benoît Cosnefroy    |
| 2a etapa | 25 de maig | Le Ham – Villaines-la-Juhel   | etapa accidentada         | 208,8          | 3.429 m       | Alberto Bettiol     | Alberto Bettiol     |
| 3a etapa | 26 de maig | Quelaines-Saint-Gault – Laval | etapa plana               | 169,2          | 1.212 m       | Alan Retailleau     | Alberto Bettiol     |

### Pròleg
| \| Classificació de l'etapa \| Classificació de l'etapa \| Classificació de l'etapa \| Classificació de l'etapa \| Classificació de l'etapa \| \| Corredor \| Corredor \| Equip \| Temps \| \| \| ------------------------ \| ------------------------ \| -------------------------- \| ------------------------ \| ------------------------ \| \| 1r \| Benoît Cosnefroy \| Decathlon-AG2R La Mondiale \| 6' 49" \| \| \| 2n \| Ivo Oliveira \| UAE Team Emirates \| + 1" \| \| \| 3r \| Samuel Watson \| Groupama-FDJ \| + 3" \| \| \| 4t \| Alberto Bettiol \| EF Education-EasyPost \| + 5" \| \| \| 5è \| Axel Zingle \| Cofidis \| + 5" \| \| \| 6è \| Dorian Godon \| Decathlon-AG2R La Mondiale \| + 6" \| \| \| 7è \| Pierre Gautherat \| Decathlon-AG2R La Mondiale \| + 7" \| \| \| 8è \| Kelland O'Brien \| Team Jayco AlUla \| + 9" \| \| \| 9è \| Iván Romeo Abad \| Movistar Team \| + 9" \| \| \| 10è \| Marijn van den Berg \| EF Education-EasyPost \| + 11" \| \| |                     |                            |        |
| |                     |                            |        |
| Font: ProCyclingStats |                     |                            |        |
| Classificació de l'etapa |                     |                            |        |
| Corredor | Corredor            | Equip                      | Temps  |
| 1r | Benoît Cosnefroy    | Decathlon-AG2R La Mondiale | 6' 49" |
| 2n | Ivo Oliveira        | UAE Team Emirates          | + 1"   |
| 3r | Samuel Watson       | Groupama-FDJ               | + 3"   |
| 4t | Alberto Bettiol     | EF Education-EasyPost      | + 5"   |
| 5è | Axel Zingle         | Cofidis                    | + 5"   |
| 6è | Dorian Godon        | Decathlon-AG2R La Mondiale | + 6"   |
| 7è | Pierre Gautherat    | Decathlon-AG2R La Mondiale | + 7"   |
| 8è | Kelland O'Brien     | Team Jayco AlUla           | + 9"   |
| 9è | Iván Romeo Abad     | Movistar Team              | + 9"   |
| 10è | Marijn van den Berg | EF Education-EasyPost      | + 11"  |

| \| Classificació general \| Classificació general \| Classificació general \| Classificació general \| Classificació general \| \| Corredor \| Corredor \| Equip \| Temps \| \| \| --------------------- \| --------------------- \| -------------------------- \| --------------------- \| --------------------- \| \| 1r \| Benoît Cosnefroy \| Decathlon-AG2R La Mondiale \| 6' 49" \| \| \| 2n \| Ivo Oliveira \| UAE Team Emirates \| + 1" \| \| \| 3r \| Samuel Watson \| Groupama-FDJ \| + 3" \| \| \| 4t \| Alberto Bettiol \| EF Education-EasyPost \| + 5" \| \| \| 5è \| Axel Zingle \| Cofidis \| + 5" \| \| \| 6è \| Dorian Godon \| Decathlon-AG2R La Mondiale \| + 6" \| \| \| 7è \| Pierre Gautherat \| Decathlon-AG2R La Mondiale \| + 7" \| \| \| 8è \| Kelland O'Brien \| Team Jayco AlUla \| + 9" \| \| \| 9è \| Iván Romeo Abad \| Movistar Team \| + 9" \| \| \| 10è \| Marijn van den Berg \| EF Education-EasyPost \| + 11" \| \| |                     |                            |        |
| |                     |                            |        |
| Font: ProCyclingStats |                     |                            |        |
| Classificació general |                     |                            |        |
| Corredor | Corredor            | Equip                      | Temps  |
| 1r | Benoît Cosnefroy    | Decathlon-AG2R La Mondiale | 6' 49" |
| 2n | Ivo Oliveira        | UAE Team Emirates          | + 1"   |
| 3r | Samuel Watson       | Groupama-FDJ               | + 3"   |
| 4t | Alberto Bettiol     | EF Education-EasyPost      | + 5"   |
| 5è | Axel Zingle         | Cofidis                    | + 5"   |
| 6è | Dorian Godon        | Decathlon-AG2R La Mondiale | + 6"   |
| 7è | Pierre Gautherat    | Decathlon-AG2R La Mondiale | + 7"   |
| 8è | Kelland O'Brien     | Team Jayco AlUla           | + 9"   |
| 9è | Iván Romeo Abad     | Movistar Team              | + 9"   |
| 10è | Marijn van den Berg | EF Education-EasyPost      | + 11"  |

### Etapa 1
| \| Classificació de l'etapa \| Classificació de l'etapa \| Classificació de l'etapa \| Classificació de l'etapa \| Classificació de l'etapa \| \| Corredor \| Corredor \| Equip \| Temps \| \| \| ------------------------ \| ------------------------ \| -------------------------- \| ------------------------ \| ------------------------ \| \| 1r \| Émilien Jeannière \| TotalEnergies \| 3h 48' 29" \| \| \| 2n \| Paul Penhoët \| Groupama-FDJ \| + 0" \| \| \| 3r \| Axel Zingle \| Cofidis \| + 0" \| \| \| 4t \| Alexander Salby \| Bingoal WB \| + 0" \| \| \| 5è \| Milan Menten \| Lotto Dstny \| + 0" \| \| \| 6è \| Matteo Moschetti \| Q36.5 Pro Cycling Team \| + 0" \| \| \| 7è \| Marijn van den Berg \| EF Education-EasyPost \| + 0" \| \| \| 8è \| Paul Hennequin \| Nice Métropole Côte d'Azur \| + 0" \| \| \| 9è \| Kelland O'Brien \| Team Jayco AlUla \| + 0" \| \| \| 10è \| Ivo Oliveira \| UAE Team Emirates \| + 0" \| \| |                     |                            |            |
| |                     |                            |            |
| Font: ProCyclingStats |                     |                            |            |
| Classificació de l'etapa |                     |                            |            |
| Corredor | Corredor            | Equip                      | Temps      |
| 1r | Émilien Jeannière   | TotalEnergies              | 3h 48' 29" |
| 2n | Paul Penhoët        | Groupama-FDJ               | + 0"       |
| 3r | Axel Zingle         | Cofidis                    | + 0"       |
| 4t | Alexander Salby     | Bingoal WB                 | + 0"       |
| 5è | Milan Menten        | Lotto Dstny                | + 0"       |
| 6è | Matteo Moschetti    | Q36.5 Pro Cycling Team     | + 0"       |
| 7è | Marijn van den Berg | EF Education-EasyPost      | + 0"       |
| 8è | Paul Hennequin      | Nice Métropole Côte d'Azur | + 0"       |
| 9è | Kelland O'Brien     | Team Jayco AlUla           | + 0"       |
| 10è | Ivo Oliveira        | UAE Team Emirates          | + 0"       |

| \| Classificació general \| Classificació general \| Classificació general \| Classificació general \| Classificació general \| \| Corredor \| Corredor \| Equip \| Temps \| \| \| --------------------- \| --------------------- \| -------------------------- \| --------------------- \| --------------------- \| \| 1r \| Benoît Cosnefroy \| Decathlon-AG2R La Mondiale \| 3h 55' 18" \| \| \| 2n \| Ivo Oliveira \| UAE Team Emirates \| + 1" \| \| \| 3r \| Axel Zingle \| Cofidis \| + 1" \| \| \| 4t \| Samuel Watson \| Groupama-FDJ \| + 3" \| \| \| 5è \| Émilien Jeannière \| TotalEnergies \| + 3" \| \| \| 6è \| Alberto Bettiol \| EF Education-EasyPost \| + 5" \| \| \| 7è \| Dorian Godon \| Decathlon-AG2R La Mondiale \| + 6" \| \| \| 8è \| Pierre Gautherat \| Decathlon-AG2R La Mondiale \| + 7" \| \| \| 9è \| Kelland O'Brien \| Team Jayco AlUla \| + 9" \| \| \| 10è \| Iván Romeo Abad \| Movistar Team \| + 9" \| \| |                   |                            |            |
| |                   |                            |            |
| Font: ProCyclingStats |                   |                            |            |
| Classificació general |                   |                            |            |
| Corredor | Corredor          | Equip                      | Temps      |
| 1r | Benoît Cosnefroy  | Decathlon-AG2R La Mondiale | 3h 55' 18" |
| 2n | Ivo Oliveira      | UAE Team Emirates          | + 1"       |
| 3r | Axel Zingle       | Cofidis                    | + 1"       |
| 4t | Samuel Watson     | Groupama-FDJ               | + 3"       |
| 5è | Émilien Jeannière | TotalEnergies              | + 3"       |
| 6è | Alberto Bettiol   | EF Education-EasyPost      | + 5"       |
| 7è | Dorian Godon      | Decathlon-AG2R La Mondiale | + 6"       |
| 8è | Pierre Gautherat  | Decathlon-AG2R La Mondiale | + 7"       |
| 9è | Kelland O'Brien   | Team Jayco AlUla           | + 9"       |
| 10è | Iván Romeo Abad   | Movistar Team              | + 9"       |

### Etapa 2
| \| Classificació de l'etapa \| Classificació de l'etapa \| Classificació de l'etapa \| Classificació de l'etapa \| Classificació de l'etapa \| \| Corredor \| Corredor \| Equip \| Temps \| \| \| ------------------------ \| ------------------------ \| --------------------------- \| ------------------------ \| ------------------------ \| \| 1r \| Alberto Bettiol \| EF Education-EasyPost \| 5h 03' 57" \| \| \| 2n \| Marc Hirschi \| UAE Team Emirates \| + 17" \| \| \| 3r \| Alexandre Delettre \| Saint Michel-Mavic-Auber 93 \| + 17" \| \| \| 4t \| Benoît Cosnefroy \| Decathlon-AG2R La Mondiale \| + 17" \| \| \| 5è \| Paul Penhoët \| Groupama-FDJ \| + 19" \| \| \| 6è \| Émilien Jeannière \| TotalEnergies \| + 19" \| \| \| 7è \| Vincenzo Albanese \| Arkéa-B&B Hotels \| + 19" \| \| \| 8è \| Filippo Baroncini \| UAE Team Emirates \| + 19" \| \| \| 9è \| Carlos Canal Blanco \| Movistar Team \| + 19" \| \| \| 10è \| Marijn van den Berg \| EF Education-EasyPost \| + 19" \| \| |                     |                             |            |
| |                     |                             |            |
| Font: ProCyclingStats |                     |                             |            |
| Classificació de l'etapa |                     |                             |            |
| Corredor | Corredor            | Equip                       | Temps      |
| 1r | Alberto Bettiol     | EF Education-EasyPost       | 5h 03' 57" |
| 2n | Marc Hirschi        | UAE Team Emirates           | + 17"      |
| 3r | Alexandre Delettre  | Saint Michel-Mavic-Auber 93 | + 17"      |
| 4t | Benoît Cosnefroy    | Decathlon-AG2R La Mondiale  | + 17"      |
| 5è | Paul Penhoët        | Groupama-FDJ                | + 19"      |
| 6è | Émilien Jeannière   | TotalEnergies               | + 19"      |
| 7è | Vincenzo Albanese   | Arkéa-B&B Hotels            | + 19"      |
| 8è | Filippo Baroncini   | UAE Team Emirates           | + 19"      |
| 9è | Carlos Canal Blanco | Movistar Team               | + 19"      |
| 10è | Marijn van den Berg | EF Education-EasyPost       | + 19"      |

| \| Classificació general \| Classificació general \| Classificació general \| Classificació general \| Classificació general \| \| Corredor \| Corredor \| Equip \| Temps \| \| \| --------------------- \| --------------------- \| -------------------------- \| --------------------- \| --------------------- \| \| 1r \| Alberto Bettiol \| EF Education-EasyPost \| 8h 59' 07" \| \| \| 2n \| Benoît Cosnefroy \| Decathlon-AG2R La Mondiale \| + 23" \| \| \| 3r \| Axel Zingle \| Cofidis \| + 28" \| \| \| 4t \| Samuel Watson \| Groupama-FDJ \| + 30" \| \| \| 5è \| Émilien Jeannière \| TotalEnergies \| + 30" \| \| \| 6è \| Marc Hirschi \| UAE Team Emirates \| + 33" \| \| \| 7è \| Dorian Godon \| Decathlon-AG2R La Mondiale \| + 33" \| \| \| 8è \| Kelland O'Brien \| Team Jayco AlUla \| + 36" \| \| \| 9è \| Paul Penhoët \| Groupama-FDJ \| + 37" \| \| \| 10è \| Marijn van den Berg \| EF Education-EasyPost \| + 38" \| \| |                     |                            |            |
| |                     |                            |            |
| Font: ProCyclingStats |                     |                            |            |
| Classificació general |                     |                            |            |
| Corredor | Corredor            | Equip                      | Temps      |
| 1r | Alberto Bettiol     | EF Education-EasyPost      | 8h 59' 07" |
| 2n | Benoît Cosnefroy    | Decathlon-AG2R La Mondiale | + 23"      |
| 3r | Axel Zingle         | Cofidis                    | + 28"      |
| 4t | Samuel Watson       | Groupama-FDJ               | + 30"      |
| 5è | Émilien Jeannière   | TotalEnergies              | + 30"      |
| 6è | Marc Hirschi        | UAE Team Emirates          | + 33"      |
| 7è | Dorian Godon        | Decathlon-AG2R La Mondiale | + 33"      |
| 8è | Kelland O'Brien     | Team Jayco AlUla           | + 36"      |
| 9è | Paul Penhoët        | Groupama-FDJ               | + 37"      |
| 10è | Marijn van den Berg | EF Education-EasyPost      | + 38"      |

### Etapa 3
| \| Classificació de l'etapa \| Classificació de l'etapa \| Classificació de l'etapa \| Classificació de l'etapa \| Classificació de l'etapa \| \| Corredor \| Corredor \| Equip \| Temps \| \| \| ------------------------ \| ------------------------ \| -------------------------- \| ------------------------ \| ------------------------ \| \| 1r \| Alan Retailleau \| Decathlon-AG2R La Mondiale \| 3h 39' 55" \| \| \| 2n \| Gorka Sorarrain \| Caja Rural-Seguros RGA \| + 1" \| \| \| 3r \| Matteo Moschetti \| Q36.5 Pro Cycling Team \| + 1" \| \| \| 4t \| Axel Zingle \| Cofidis \| + 1" \| \| \| 5è \| Émilien Jeannière \| TotalEnergies \| + 1" \| \| \| 6è \| Marc Sarreau \| Groupama-FDJ \| + 1" \| \| \| 7è \| Jon Aberasturi Izaga \| Euskaltel-Euskadi \| + 1" \| \| \| 8è \| Valentin Tabellion \| Van Rysel-Roubaix \| + 1" \| \| \| 9è \| Clément Venturini \| Arkéa-B&B Hotels \| + 1" \| \| \| 10è \| Vincenzo Albanese \| Arkéa-B&B Hotels \| + 1" \| \| |                      |                            |            |
| |                      |                            |            |
| Font: ProCyclingStats |                      |                            |            |
| Classificació de l'etapa |                      |                            |            |
| Corredor | Corredor             | Equip                      | Temps      |
| 1r | Alan Retailleau      | Decathlon-AG2R La Mondiale | 3h 39' 55" |
| 2n | Gorka Sorarrain      | Caja Rural-Seguros RGA     | + 1"       |
| 3r | Matteo Moschetti     | Q36.5 Pro Cycling Team     | + 1"       |
| 4t | Axel Zingle          | Cofidis                    | + 1"       |
| 5è | Émilien Jeannière    | TotalEnergies              | + 1"       |
| 6è | Marc Sarreau         | Groupama-FDJ               | + 1"       |
| 7è | Jon Aberasturi Izaga | Euskaltel-Euskadi          | + 1"       |
| 8è | Valentin Tabellion   | Van Rysel-Roubaix          | + 1"       |
| 9è | Clément Venturini    | Arkéa-B&B Hotels           | + 1"       |
| 10è | Vincenzo Albanese    | Arkéa-B&B Hotels           | + 1"       |

## Classificacions finals

### Classificació final
| \| Classificació general \| Classificació general \| Classificació general \| Classificació general \| Classificació general \| \| Corredor \| Corredor \| Equip \| Temps \| \| \| --------------------- \| --------------------- \| -------------------------- \| --------------------- \| --------------------- \| \| 1r \| Alberto Bettiol \| EF Education-EasyPost \| 12h 39' 03" \| \| \| 2n \| Benoît Cosnefroy \| Decathlon-AG2R La Mondiale \| + 23" \| \| \| 3r \| Axel Zingle \| Cofidis \| + 28" \| \| \| 4t \| Samuel Watson \| Groupama-FDJ \| + 30" \| \| \| 5è \| Émilien Jeannière \| TotalEnergies \| + 30" \| \| \| 6è \| Marc Hirschi \| UAE Team Emirates \| + 33" \| \| \| 7è \| Dorian Godon \| Decathlon-AG2R La Mondiale \| + 33" \| \| \| 8è \| Kelland O'Brien \| Team Jayco AlUla \| + 36" \| \| \| 9è \| Paul Penhoët \| Groupama-FDJ \| + 37" \| \| \| 10è \| Marijn van den Berg \| EF Education-EasyPost \| + 38" \| \| |                     |                            |             |
| |                     |                            |             |
| Font: ProCyclingStats |                     |                            |             |
| Classificació general |                     |                            |             |
| Corredor | Corredor            | Equip                      | Temps       |
| 1r | Alberto Bettiol     | EF Education-EasyPost      | 12h 39' 03" |
| 2n | Benoît Cosnefroy    | Decathlon-AG2R La Mondiale | + 23"       |
| 3r | Axel Zingle         | Cofidis                    | + 28"       |
| 4t | Samuel Watson       | Groupama-FDJ               | + 30"       |
| 5è | Émilien Jeannière   | TotalEnergies              | + 30"       |
| 6è | Marc Hirschi        | UAE Team Emirates          | + 33"       |
| 7è | Dorian Godon        | Decathlon-AG2R La Mondiale | + 33"       |
| 8è | Kelland O'Brien     | Team Jayco AlUla           | + 36"       |
| 9è | Paul Penhoët        | Groupama-FDJ               | + 37"       |
| 10è | Marijn van den Berg | EF Education-EasyPost      | + 38"       |

### Classificacions secundàries
| Classificació per punts | Classificació per punts | Classificació per punts    | Classificació per punts | Classificació per punts |
| Corredor                | Corredor                | Equip                      | Punts                   |                         |
| ----------------------- | ----------------------- | -------------------------- | ----------------------- | ----------------------- |
| 1r                      | Émilien Jeannière       | TotalEnergies              | 47 pts                  |                         |
| 2n                      | Alberto Bettiol         | EF Education-EasyPost      | 45 pts                  |                         |
| 3r                      | Axel Zingle             | Cofidis                    | 44 pts                  |                         |
| 4t                      | Benoît Cosnefroy        | Decathlon-AG2R La Mondiale | 41 pts                  |                         |
| 5è                      | Paul Penhoët            | Groupama-FDJ               | 32 pts                  |                         |
| 6è                      | Alan Retailleau         | Decathlon-AG2R La Mondiale | 30 pts                  |                         |
| 7è                      | Gorka Sorarrain         | Caja Rural-Seguros RGA     | 30 pts                  |                         |
| 8è                      | Matteo Moschetti        | Q36.5 Pro Cycling Team     | 26 pts                  |                         |
| 9è                      | Marc Hirschi            | UAE Team Emirates          | 24 pts                  |                         |
| 10è                     | Ivo Oliveira            | UAE Team Emirates          | 24 pts                  |                         |

| Classificació per punts | Classificació per punts | Classificació per punts    | Classificació per punts | Classificació per punts |
| Corredor                | Corredor                | Equip                      | Punts                   |                         |
| ----------------------- | ----------------------- | -------------------------- | ----------------------- | ----------------------- |
| 1r                      | Émilien Jeannière       | TotalEnergies              | 47 pts                  |                         |
| 2n                      | Alberto Bettiol         | EF Education-EasyPost      | 45 pts                  |                         |
| 3r                      | Axel Zingle             | Cofidis                    | 44 pts                  |                         |
| 4t                      | Benoît Cosnefroy        | Decathlon-AG2R La Mondiale | 41 pts                  |                         |
| 5è                      | Paul Penhoët            | Groupama-FDJ               | 32 pts                  |                         |
| 6è                      | Alan Retailleau         | Decathlon-AG2R La Mondiale | 30 pts                  |                         |
| 7è                      | Gorka Sorarrain         | Caja Rural-Seguros RGA     | 30 pts                  |                         |
| 8è                      | Matteo Moschetti        | Q36.5 Pro Cycling Team     | 26 pts                  |                         |
| 9è                      | Marc Hirschi            | UAE Team Emirates          | 24 pts                  |                         |
| 10è                     | Ivo Oliveira            | UAE Team Emirates          | 24 pts                  |                         |

| Classificació de la muntanya | Classificació de la muntanya | Classificació de la muntanya | Classificació de la muntanya | Classificació de la muntanya |
| Corredor                     | Corredor                     | Equip                        | Punts                        |                              |
| ---------------------------- | ---------------------------- | ---------------------------- | ---------------------------- | ---------------------------- |
| 1r                           | Alex Martin                  | Team Polti Kometa            | 42 pts                       |                              |
| 2n                           | Artus Jaladeau               | CIC U Nantes Atlantique      | 20 pts                       |                              |
| 3r                           | Jonathan Couanon             | Nice Métropole Côte d'Azur   | 16 pts                       |                              |
| 4t                           | Alan Retailleau              | Decathlon-AG2R La Mondiale   | 13 pts                       |                              |
| 5è                           | Antoine Hue                  | CIC U Nantes Atlantique      | 12 pts                       |                              |
| 6è                           | Mathias Norsgaard Jørgensen  | Movistar Team                | 10 pts                       |                              |
| 7è                           | Jan Maas                     | Team Jayco AlUla             | 8 pts                        |                              |
| 8è                           | Erik Fetter                  | Team Polti Kometa            | 7 pts                        |                              |
| 9è                           | Jérémy Leveau                | Van Rysel-Roubaix            | 6 pts                        |                              |
| 10è                          | Iván Romeo Abad              | Movistar Team                | 4 pts                        |                              |

| Classificació de la muntanya | Classificació de la muntanya | Classificació de la muntanya | Classificació de la muntanya | Classificació de la muntanya |
| Corredor                     | Corredor                     | Equip                        | Punts                        |                              |
| ---------------------------- | ---------------------------- | ---------------------------- | ---------------------------- | ---------------------------- |
| 1r                           | Alex Martin                  | Team Polti Kometa            | 42 pts                       |                              |
| 2n                           | Artus Jaladeau               | CIC U Nantes Atlantique      | 20 pts                       |                              |
| 3r                           | Jonathan Couanon             | Nice Métropole Côte d'Azur   | 16 pts                       |                              |
| 4t                           | Alan Retailleau              | Decathlon-AG2R La Mondiale   | 13 pts                       |                              |
| 5è                           | Antoine Hue                  | CIC U Nantes Atlantique      | 12 pts                       |                              |
| 6è                           | Mathias Norsgaard Jørgensen  | Movistar Team                | 10 pts                       |                              |
| 7è                           | Jan Maas                     | Team Jayco AlUla             | 8 pts                        |                              |
| 8è                           | Erik Fetter                  | Team Polti Kometa            | 7 pts                        |                              |
| 9è                           | Jérémy Leveau                | Van Rysel-Roubaix            | 6 pts                        |                              |
| 10è                          | Iván Romeo Abad              | Movistar Team                | 4 pts                        |                              |

| Classificació per punts | Classificació per punts | Classificació per punts    | Classificació per punts | Classificació per punts |
| Corredor                | Corredor                | Equip                      | Punts                   |                         |
| ----------------------- | ----------------------- | -------------------------- | ----------------------- | ----------------------- |
| 1r                      | Émilien Jeannière       | TotalEnergies              | 47 pts                  |                         |
| 2n                      | Alberto Bettiol         | EF Education-EasyPost      | 45 pts                  |                         |
| 3r                      | Axel Zingle             | Cofidis                    | 44 pts                  |                         |
| 4t                      | Benoît Cosnefroy        | Decathlon-AG2R La Mondiale | 41 pts                  |                         |
| 5è                      | Paul Penhoët            | Groupama-FDJ               | 32 pts                  |                         |
| 6è                      | Alan Retailleau         | Decathlon-AG2R La Mondiale | 30 pts                  |                         |
| 7è                      | Gorka Sorarrain         | Caja Rural-Seguros RGA     | 30 pts                  |                         |
| 8è                      | Matteo Moschetti        | Q36.5 Pro Cycling Team     | 26 pts                  |                         |
| 9è                      | Marc Hirschi            | UAE Team Emirates          | 24 pts                  |                         |
| 10è                     | Ivo Oliveira            | UAE Team Emirates          | 24 pts                  |                         |

| Classificació per punts | Classificació per punts | Classificació per punts    | Classificació per punts | Classificació per punts |
| Corredor                | Corredor                | Equip                      | Punts                   |                         |
| ----------------------- | ----------------------- | -------------------------- | ----------------------- | ----------------------- |
| 1r                      | Émilien Jeannière       | TotalEnergies              | 47 pts                  |                         |
| 2n                      | Alberto Bettiol         | EF Education-EasyPost      | 45 pts                  |                         |
| 3r                      | Axel Zingle             | Cofidis                    | 44 pts                  |                         |
| 4t                      | Benoît Cosnefroy        | Decathlon-AG2R La Mondiale | 41 pts                  |                         |
| 5è                      | Paul Penhoët            | Groupama-FDJ               | 32 pts                  |                         |
| 6è                      | Alan Retailleau         | Decathlon-AG2R La Mondiale | 30 pts                  |                         |
| 7è                      | Gorka Sorarrain         | Caja Rural-Seguros RGA     | 30 pts                  |                         |
| 8è                      | Matteo Moschetti        | Q36.5 Pro Cycling Team     | 26 pts                  |                         |
| 9è                      | Marc Hirschi            | UAE Team Emirates          | 24 pts                  |                         |
| 10è                     | Ivo Oliveira            | UAE Team Emirates          | 24 pts                  |                         |

## Evolució de les classificacions
| Etapa                  | Vencedor               | Classificació general | Classificació per punts | Classificació de la muntanya | Classificació dels joves | Classificació per equips   |
| ---------------------- | ---------------------- | --------------------- | ----------------------- | ---------------------------- | ------------------------ | -------------------------- |
| P                      | Benoît Cosnefroy       | Benoît Cosnefroy      | Benoît Cosnefroy        | no entregat                  | Samuel Watson            | Decathlon-AG2R La Mondiale |
| 1                      | Émilien Jeannière      | Benoît Cosnefroy      | Axel Zingle             | David Martín Romero          | Samuel Watson            | Decathlon-AG2R La Mondiale |
| 2                      | Alberto Bettiol        | Alberto Bettiol       | Alberto Bettiol         | Álex Martín                  | Samuel Watson            | Decathlon-AG2R La Mondiale |
| 3                      | Valentin Retailleau    | Alberto Bettiol       | Émilien Jeannière       | Álex Martín                  | Samuel Watson            | Decathlon-AG2R La Mondiale |
| Classificacions finals | Classificacions finals | Alberto Bettiol       | Émilien Jeannière       | Álex Martín                  | Samuel Watson            | Decathlon-AG2R La Mondiale |